# Дімміт (округ, Техас)
Шаблон:StateAbbr_ 28°25′ пн. ш. 99°45′ зх. д. / 28.42° пн. ш. 99.75° зх. д.
Округ Дімміт (англ. Dimmit County) — округ (графство) у штаті Техас, США. Ідентифікатор округу 48127.

## Історія
Округ утворений 1858 року.

## Демографія
За даними перепису 2000 року загальне населення округу становило 10248 осіб, зокрема міського населення було 6340, а сільського — 3908. Серед мешканців округу чоловіків було 4975, а жінок — 5273. В окрузі було 3308 домогосподарств, 2645 родин, які мешкали в 4112 будинках. Середній розмір родини становив 3,48.
Віковий розподіл населення поданий у таблиці:
| Стать    | До 15 років | 15-21 | 22-29 | 30-39 | 40-49 | 50-65 | 65-85 | Понад 85 |
| -------- | ----------- | ----- | ----- | ----- | ----- | ----- | ----- | -------- |
| Чоловіки | 1412        | 581   | 465   | 623   | 635   | 690   | 517   | 52       |
| Жінки    | 1401        | 554   | 502   | 658   | 626   | 806   | 639   | 87       |

## Суміжні округи
- Завала — північ
- Фріо — північний схід
- Ла-Салл — схід
- Вебб — південь
- Маверік — захід

## Виноски
1. ↑  U.S. Decennial Census. United States Census Bureau. Архів оригіналу за 26 квітня 2015. Процитовано 22 квітня 2015.
2. ↑  Texas Almanac: Population History of Counties from 1850–2010 (PDF). Texas Almanac. Архів оригіналу (PDF) за 19 квітня 2015. Процитовано 22 квітня 2015.
3. ↑  State & County QuickFacts. United States Census Bureau. Архів оригіналу за 13 жовтня 2011. Процитовано 10 грудня 2013.(англ.) Наведено за англійською вікіпедією.
4. ↑  American FactFinder. Бюро перепису населення США. Архів оригіналу за 21 травня 2008. Процитовано 31 січня 2008.

| США | Це незавершена стаття з географії США. Ви можете допомогти проєкту, виправивши або дописавши її. |